# Miletus shania
Miletus shania är en fjärilsart som beskrevs av Evans 1932. Miletus shania ingår i släktet Miletus och familjen juvelvingar. Inga underarter finns listade i Catalogue of Life.